# Crambus
Crambus is een geslacht van  vlinders uit de familie van de grasmotten (Crambidae). De wetenschappelijke naam werd in 1798 gepubliceerd door Johann Christian Fabricius. De typesoort is Phalaena pascuella Linnaeus, 1758, de zilverstreepgrasmot.
Op het einde van 2011 waren er wereldwijd 155 soorten in dit geslacht beschreven.
Onder de soorten die in België en Nederland zijn waargenomen, zijn:
- Heidegrasmot – Crambus ericella (Hübner, 1813)
- Scherphoekgrasmot – Crambus hamella (Thunberg, 1788)
- Vroege grasmot – Crambus lathoniellus (Zincken, 1817)
- Zilverstreepgrasmot – Crambus pascuella (Linnaeus, 1758)
- Bleke grasmot – Crambus perlella (Scopoli, 1763)
- Streepjesgrasmot – Crambus pratella (Linnaeus, 1758)
- Biezengrasmot – Crambus scoticus (Westwood, 1849)
- Bruine grasmot – Crambus silvella (Hübner, 1813)

## Overige soorten
- C. acyperas Hampson, 1919
- C. achilles Bleszynski, 1961
- C. adippellus Germar & Zincken, 1817
- C. agitatellus Clemens, 1860
- C. ainslieellus Klots, 1942
- C. albellus Clemens, 1860
- C. albifrons Schaus, 1913
- C. alboclavellus Zeller, 1863
- C. alexandrus Kirpichnikova, 1979
- C. alienellus Germar & Kaulfuss, 1817
- C. angustalatellus Maassen, 1890
- C. angustexon Bleszynski, 1962
- C. archimedes Błeszyński, 1961
- C. argyrophorus Butler, 1878
- C. aristophanes Błeszyński, 1961
- C. arnaudiae Rougeot, 1977
- C. athamas Bleszynski, 1961
- C. attis Bassi & Adriaan, 2012
- C. autotoxellus Dyar, 1914
- C. averroellus Bassi, 1990
- C. awemellus Mcdunnough, 1921
- C. bachi Bassi, 2012
- C. bellinii Bassi, 2014
- C. bellissimus Błeszyński, 1961
- C. berliozi Bassi, 2012
- C. bidens Zeller, 1872
- C. bidentellus Hampson, 1919
- C. bigelovi Klots, 1967
- C. bipartellus South, 1901
- C. boislamberti Rougeot, 1977
- C. brachiiferus Hampson, 1919
- C. braunellus Klots, 1940
- C. brunneisquamatus Hampson, 1919
- C. caligula Błeszyński, 1961
- C. carolinellus Haimbach, 1915
- C. claviger Staudinger, 1899
- C. coccophthorus Bleszynski, 1962
- C. cockleellus Kearfott, 1908
- C. concolorellus Christoph, 1885
- C. cormieri Błeszyński, 1961
- C. coryolanus Bleszynski, 1961
- C. cypridalis Hulst, 1866
- C. cyrilellus Klots, 1942
- C. cyrnellus Schawerda, 1926
- C. daeckellus Haimbach, 1907
- C. damotellus Schaus, 1922
- C. dedalus Bassi, 2000
- C. delineatellus Hampson, 1895
- C. descarpentriesi (Rougeot, 1977)
- C. descludellus Möschler
- C. dianipha Lower, 1902
- C. dianiphalis Hampson, 1908
- C. diarhabdellus Hampson, 1919
- C. dissectus Grote, 1880
- C. domingellus Schaus, 1922
- C. elongatus Hampson, 1919
- C. ellipticellus Hampson, 1919
- C. eraeneus Meyrick, 1885
- C. erechtheus Bassi, 1992
- C. erostratus Bassi, 1992
- C. eurypides Błeszyński, 1961
- C. falcarius Zeller, 1872
- C. floridus Zeller, 1872
- C. frassicola Real, 1988
- C. frescobaldii Bassi, 2012
- C. fuscilineatellus Lucas, 1938
- C. gausapalis Hulst, 1886
- C. gelatellus Real, 1988
- C. geleches Bleszynski, 1967
- C. geminatellus Zeller, 1863
- C. girardellus Clemens, 1860
- C. guerini Błeszyński, 1961
- C. hachimantaiensis Okano, 1957
- C. hampsoni Błeszyński, 1961
- C. harrisi Klots, 1967
- C. hastifer Staudinger, 1899
- C. hemileucalis Hampson, 1896
- C. heringiellus Herrich-Schäffer, 1848
- C. humidellus Zeller, 1877
- C. icarus Błeszyński, 1961
- C. isshiki Matsumura, 1925
- C. johnsoni Klots, 1942
- C. jupiter Błeszyński, 1963
- C. kazitaellus Bassi, 1986
- C. kazukaiensis Okano, 1960
- C. kumatakellus Shibuya, 1928
- C. lacteella Janse, 1922
- C. laqueatellus Clemens, 1860
- C. lascaellus Druce, 1896
- C. leachellus Zincken, 1818
- C. leuconotus Zeller, 1882
- C. leucoschalis Hampson, 1898
- C. lybistidellus Turati, 1924
- C. lyonsellus Haimbach, 1915
- C. magnificus Bleszynski, 1956
- C. mesombrellus Hampson, 1919
- C. microstrigatus Hampson, 1919
- C. midas Błeszyński, 1961
- C. moeschleralis Schaus, 1940
- C. mongolicus Ivinskis, 1990
- C. monochromellus Herrich-Schäffer, 1852
- C. monostictus Hampson, 1919
- C. mozarti Bassi, 2012
- C. multilinellus Fernald, 1887
- C. multiradiellus Hampson, 1895
- C. narcissus Bleszynski, 1961
- C. nemorella Hübner, 1810
- C. nephretete Błeszyński, 1961
- C. netuncus Bassi, 2012
- C. neurellus Hampson, 1919
- C. nigriscriptellus South, 1901
- C. nigrivarialis Gaede, 1916
- C. niitakaensis Marumo, 1936
- C. nivellus Kollar, 1844
- C. nolckeniellus Zeller, 1872
- C. occidentalis Grote, 1880
- C. ocyperas Hampson, 1919
- C. okinawanus Inoue, 1982
- C. oslarellus Haimbach, 1908
- C. ovidius Błeszyński, 1961
- C. palustrellus Ragonot, 1876
- C. paris Bassi, 2012
- C. patulellus Walker, 1863
- C. pavidellus Schaus, 1913
- C. perspicuus Walker, 1870
- C. praefectellus Zincken, 1821
- C. prometheus Błeszyński, 1961
- C. proteus Bassi & Mey, 2011
- C. pseudargyrophorus Okano, 1960
- C. pseudodiplogrammus Okano, 1962
- C. psychellus Maassen, 1890
- C. puccinii Bassi, 2000
- C. pulchellus Zeller, 1863
- C. pythagoras Błeszyński, 1961
- C. quinquareatus Zeller, 1877
- C. racabellus Druce, 1896
- C. reducta Janse, 1922
- C. richteri Błeszyński, 1963
- C. rossinii Bassi, 2012
- C. rotarellus Dyar, 1927
- C. saltuellus Zeller, 1863
- C. sanfordellus Klots, 1942
- C. sapidus Bleszynski, 1967
- C. sargentellus Klots, 1942
- C. satrapellus Zincken, 1821
- C. sebrus Błeszyński, 1961
- C. sectitermina Hampson, 1910
- C. sechaensis Ustjuzhanin, 1988
- C. sibiricus Alphéraky, 1897
- C. sinicolellus Caradja, 1926
- C. sjoestedti Aurivillius, 1910
- C. sparselloides Bassi, 1986
- C. sparsellus Walker, 1866
- C. sperryellus Klots, 1940
- C. sudanicola Strand, 1915
- C. tenuis Bassi, 1992
- C. tenuistriga Hampson, 1898
- C. tessellatus Hampson, 1919
- C. themistocles Błeszyński, 1961
- C. thersites Błeszyński, 1961
- C. theseus Bassi, 2000
- C. tomanaellus Marumo, 1936
- C. trichusalis Hulst, 1886
- C. tripsacas Dyar, 1921
- C. turbatella Walker, 1863
- C. tutillus McDunnough, 1921
- C. uniformella Janse, 1922
- C. unistriatellus Packard, 1868
- C. vagistrigellus de Joannis, 1913
- C. varii Bassi, 2012
- C. viettallus Bleszynski & Collins, 1962
- C. viettellus Błeszyński & Collins, 1962
- C. virgatellus Wileman, 1911
- C. vittiterminellus Hampson, 1919
- C. vulcanus Bassi, 2000
- C. watsonellus Klots, 1942
- C. whalleyi Bleszynski, 1960
- C. whitmerellus Klots, 1942
- C. xebus Bleszynski, 1962
- C. xonorus Błeszyński, 1963
- C. youngellus Kearfott, 1908
- C. zelator Bassi, 1992